# Glypta pictipes
Glypta pictipes är en stekelart som beskrevs av Taschenberg 1863. Glypta pictipes ingår i släktet Glypta och familjen brokparasitsteklar. Arten är reproducerande i Sverige. Inga underarter finns listade i Catalogue of Life.